# Lluís Pasqual
Lluís Pasqual, född 5 juni 1951 i Reus i provinsen Tarragona, är en katalansk teaterregissör.

## Biografi
Lluís Pasqual har motsvarande en filosofie kandidat-examen med inriktning på katalanska litteratur från Universitat de Barcelona och är regiutbildad vid det regionala teaterinstitutet Instituto del Teatro i Barcelona. Han debuterade som regissör 1968 med en uppsättning av Arnold Weskers Raices (Rötter). Efter diktatorn Francisco Francos död var han med och grundade Teatre Lliure i Barcelona 1976. 1983-1989 var han chef för Centro Dramatíco Nacional i Madrid. 1990-1996 var han chef för Théâtre de l'Odéon i Paris. 1997-2001 var han på nytt Teatre Lliures konstnärlige ledare, liksom 1998-2000 och 2011-2015. 2004-2010 var han chef för Teatro Arriaga i Bilbao. Han har även regisserat på Comédie-Française i Paris, Piccolo Teatro i Milano, Teatro Stabile i Venedig och Teatro San Martín i Buenos Aires. 1992 medverkade Teatre Lliure på Avignonfestivalen med hans Los caminos de Federico som byggde på texter av Federico García Lorca.
Han har gjort sig känd för sina nytolkningar av klassiker liksom introduktion av nya dramatiker. Hans estetik är påverkad av Jerzy Grotowski och Giorgio Strehler, det vill säga en både fysiskt och samhällskritiskt inriktad teater. Till hans mest kända uppsättningar hör urpremiärerna på Lorcas "omöjliga" pjäser El público (Publiken) 1986 och Comedia sin título (Drama utan titel) 1989.